# Thelypteris buchtienii
Thelypteris buchtienii är en kärrbräkenväxtart som beskrevs av Alan Reid Smith. Thelypteris buchtienii ingår i släktet Thelypteris och familjen Thelypteridaceae. Inga underarter finns listade.